# Giorgio Gorla
Giorgio Gorla (Novara, 7 de agosto de 1944) é um velejador italiano, medalhista olímpico. Ele competiu nos Jogos Olímpicos de Verão de 1980 e 1984 na classe Star e conquistou a medalha de bronze em ambas ocasiões ao lado de Alfio Peraboni.
Os dois inicialmente alcançaram o terceiro lugar no Campeonato Mundial no Rio de Janeiro em 1980, antes de conquistarem o título em Vilamoura quatro anos depois. Em 1985 também se sagraram campeões europeus.